# MM 파크 빌딩

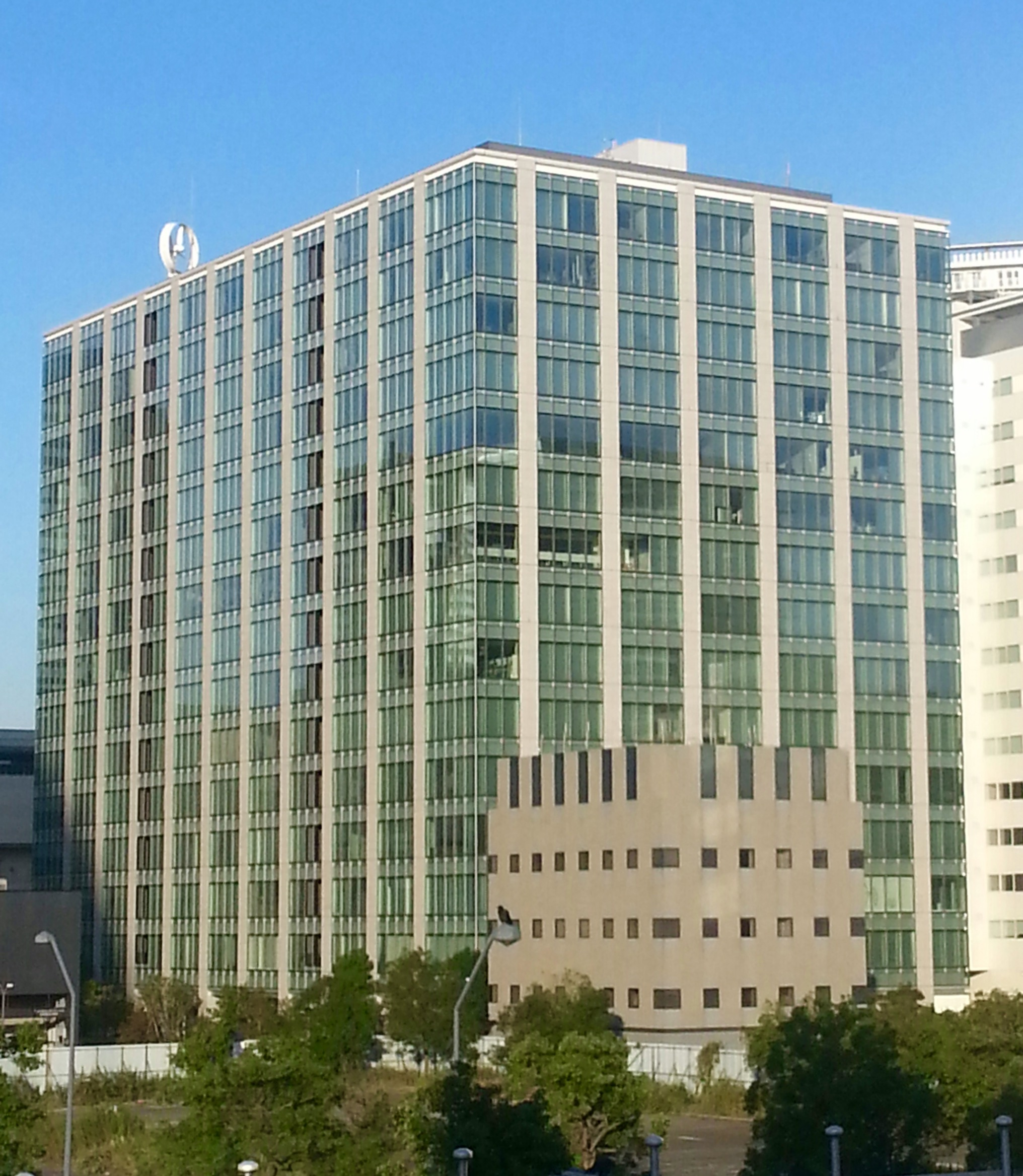

MM 파크 빌딩(MMパークビル)은 요코하마시 니시구 미나토미라이 21에 있는 고층 건물이다. 사무실, 점포, 주차장 등으로 사용되고 있다. 요코하마 고속 철도 미나토미라이21 선의 미나토미라이 역으로 연결된다. 1층은 도로에 접한 상점과 은행이 있고, 2~3층은 의료 기관 등, 4층 이상은 사무실이 있다.